# Muelas de Chert

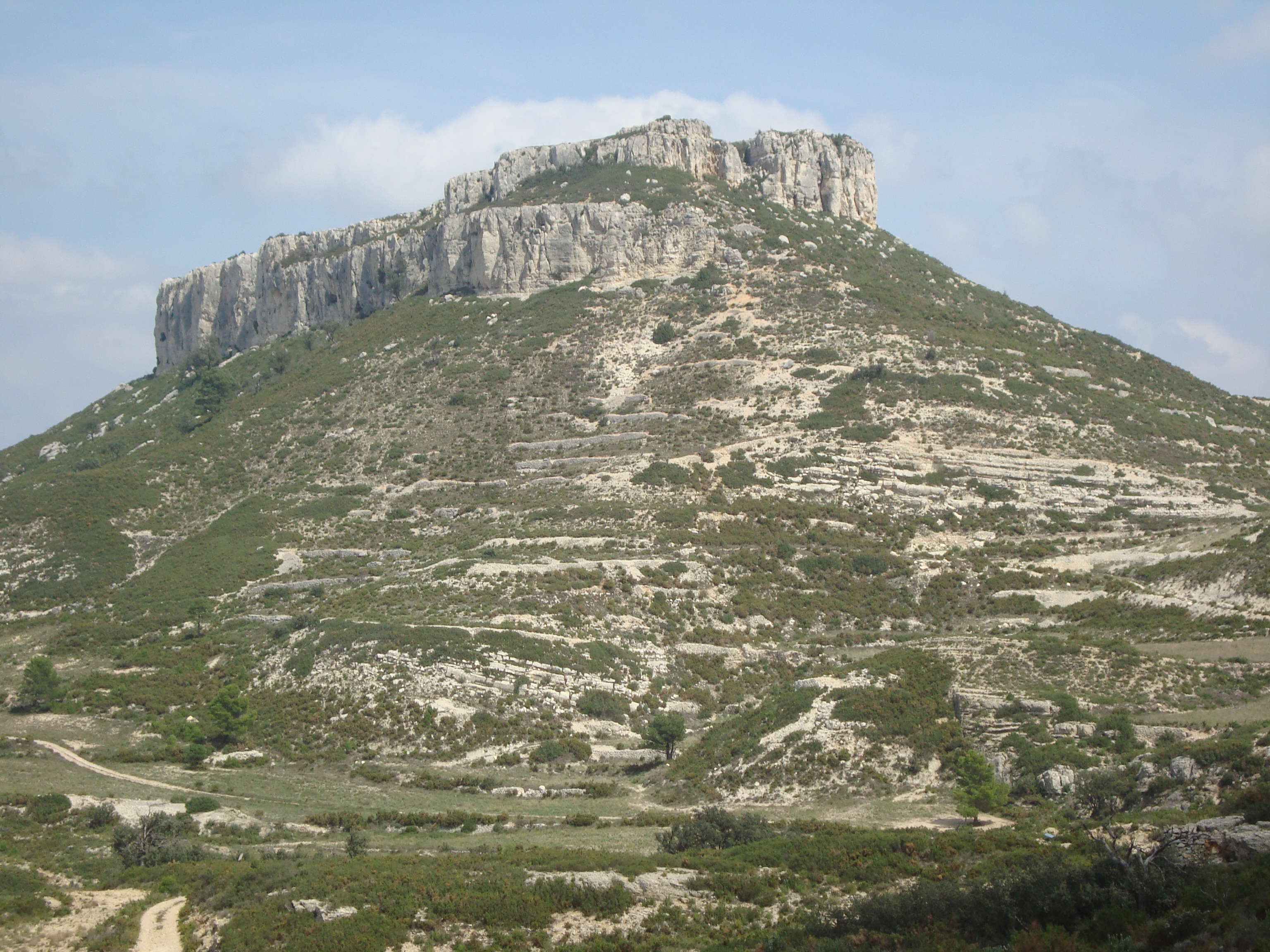
Muela Larga (Xert, Castellón).

Las Muelas de Chert, o Moles de Xert en catalán, son una formación montañosa del este de la península ibérica. Están situadas al norte de la localidad castellonense de Chert, en la Comunidad Valenciana, España. El punto de mayor altitud, denominado por el Mapa Topográfico Nacional del IGN simplemente «Muela», alcanza una altura de 807 m s. n. m. Entre sus cimas se encuentran la muela Llarga, la Redona y la Murada.

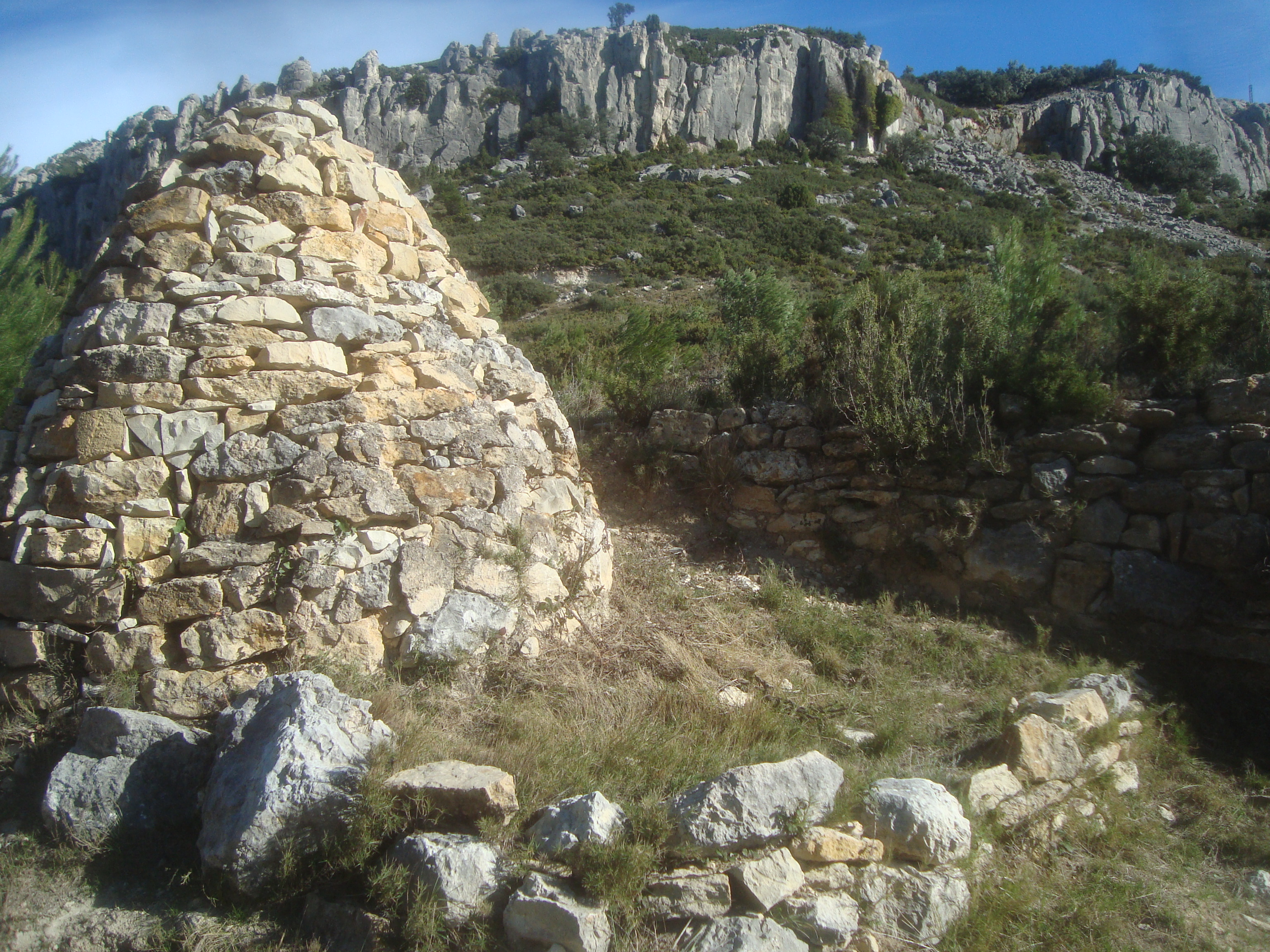
Hito geográfico de Xert denominado "Molló de La Barcella".

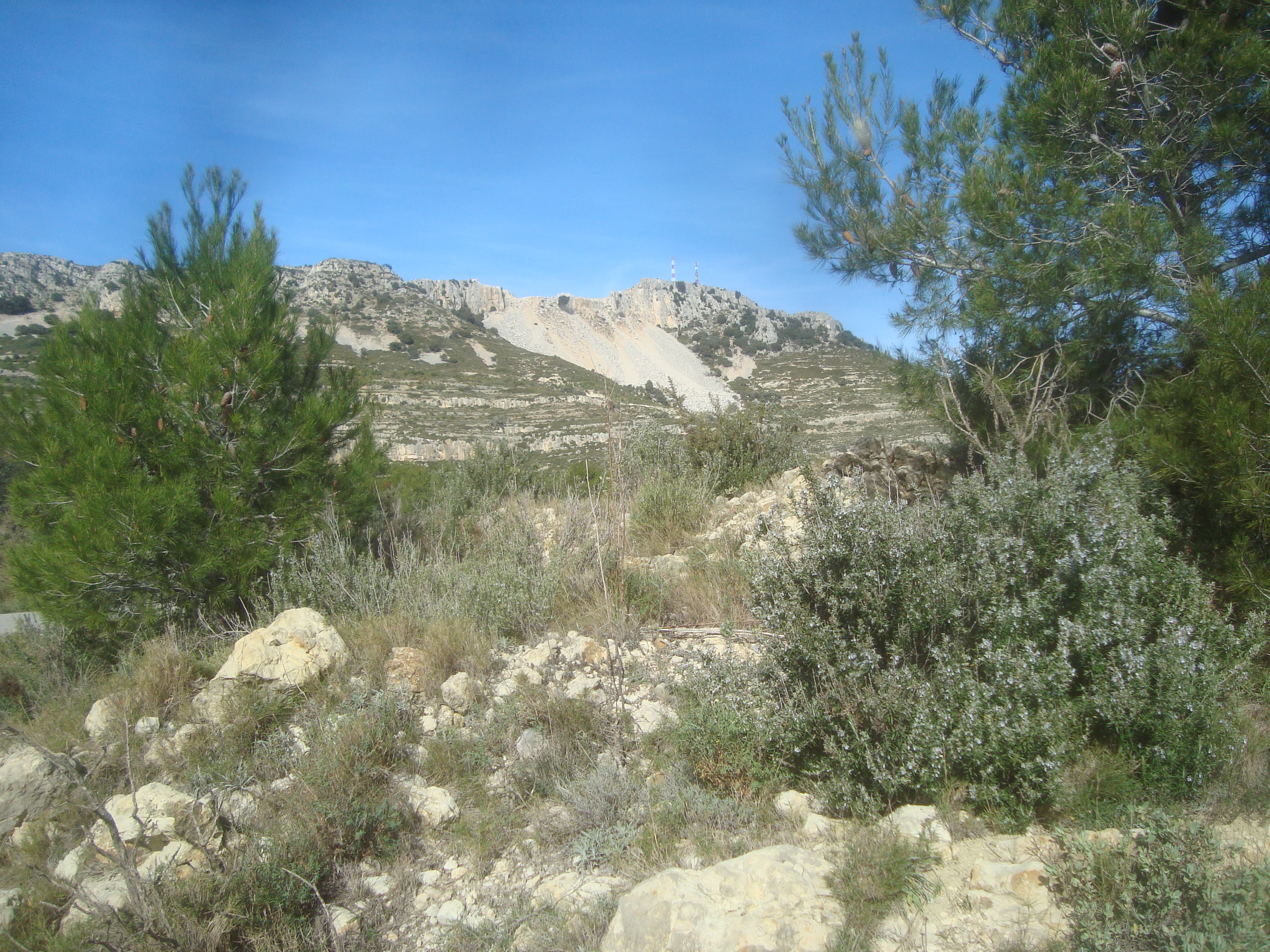
Mola de Xert, Mola Gran, La Pedrera, Tormasal.

## Enlaces externos

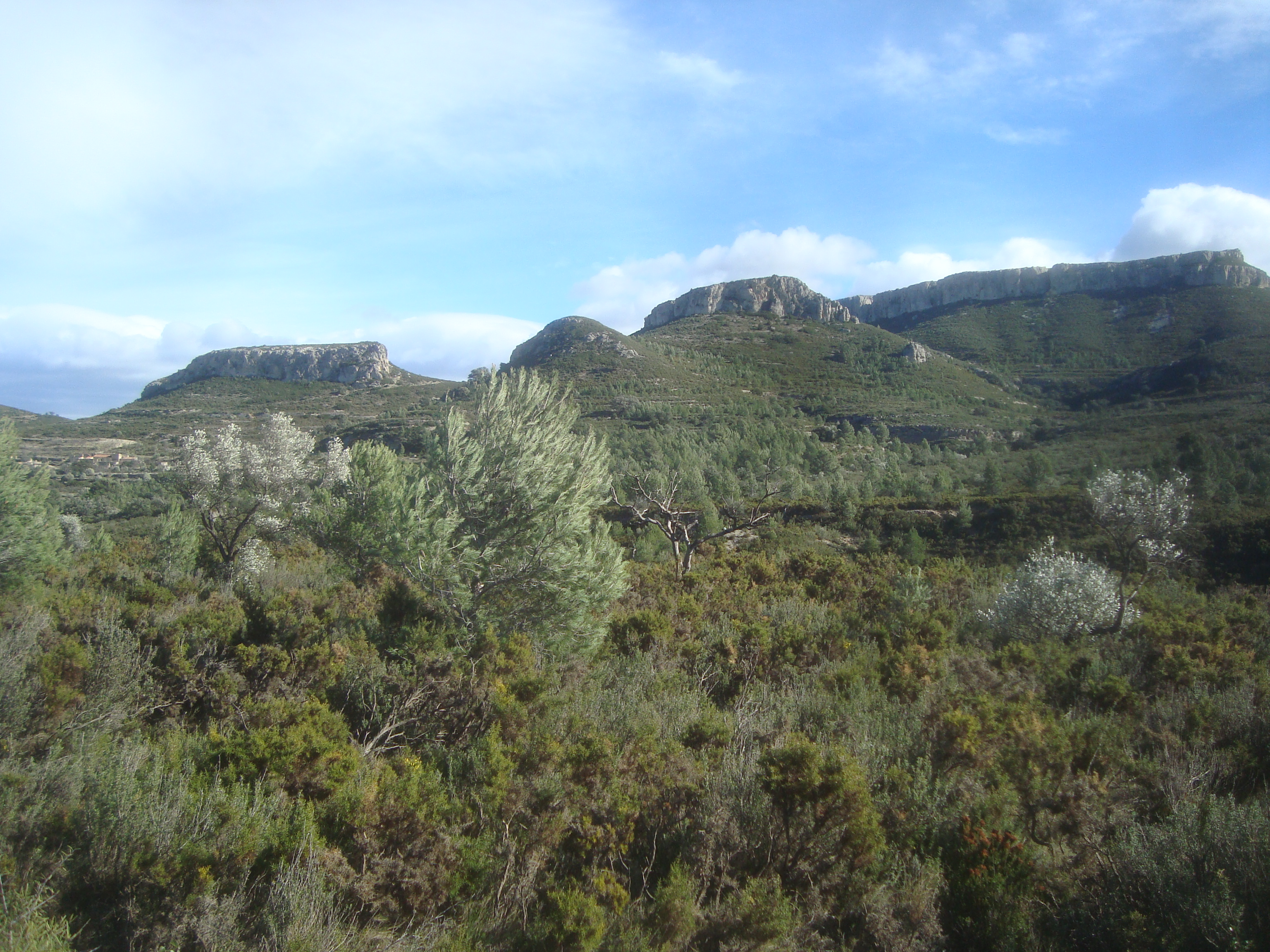
La Barcella, la Mola Llarga, lo Curolló, la Roca Mitxdia, Coll de la Creu (Topònims de les Moles de Xert).